# Goi, Rode, Goi!
Goi, Rode, Goi! (russisch Гой, Роде, Гой!) ist das fünfte Studioalbum der Pagan-Metal-Band Arkona. Es wurde über Napalm Records am 28. Oktober 2009 in Deutschland und am 3. November in den USA und Kanada veröffentlicht. Neben der normalen CD-Version ist das Album auch als Doppel-Vinyl in einer auf 500 Stück limitierten Auflage erhältlich.
Der Titel bezieht sich auf den slawischen Gott Rod (russisch Род) und bedeutet frei übersetzt „Gepriesen sei Rod!“. Rod stellt in der slawischen Mythologie die vermutlich älteste und höchste Gottheit dar. Aus ihm ging später Svarog hervor.

## Geschichte
Durch ihren Auftritt beim fünften Ragnarök-Festival im Jahr 2008 war das Plattenlabel Napalm Records auf die Band aufmerksam geworden. Als Arkona wieder zurück in Russland waren, konnten sie daher sofort einen Vertrag für das bereits 2007 veröffentlichte Album Ot Serdca k Nebu (russisch От сердца к небу) unterzeichnen. Das Album war bis dahin nur in Russland erschienen. Nach der Wiederveröffentlichung im Jahr 2008 ging die Band auf eine 30-tägige Europatournee, bei dem sie unter anderem auf dem tschechischen Brutal-Assault-Festival auftraten.
Nach einer kurzen Pause begannen im Dezember 2008 die Aufnahmen zu Goi, Rode, Goi!. Zu diesem Zeitpunkt war für das Album eine Laufzeit von etwa 70 Minuten und ein Umfang von 12 Liedern angesetzt. Wie bei den vorherigen Alben waren Wladimir Tscherepowski und Wladimir ‚Volk‘ für viele der traditionellen Instrumente zuständig. Daneben wurden weitere Gastmusiker, teilweise aus anderen Pagan-Metal-Bands, sowie ein russisches Streichquintett und ein Chor eingeladen. Insgesamt waren mehr als 40 Musiker an diesem Album beteiligt.
Der Großteil der Aufnahmen fand im CDM Records Studio in Moskau statt; die Gitarren wurden dagegen im Astia Studio Sound in Lappeenranta, das Schlagzeug im russischen Gigant Records Studio aufgenommen. Im Mai 2009 waren schließlich alle Aufnahmen abgeschlossen. Anschließend wurde das Mastering im Mai und Juni 2009 von Bandmitglied Sergei ‚Lasar‘ im Deformation Sound Studio durchgeführt. Während der Produktion von Goi, Rode, Goi! konnte die Band im Mai 2009 außerdem ihre zweite Live-DVD Noch Velesova (russisch Ночь Велесова) veröffentlichen.
Das finale Cover-Artwork stammt vom belgischen Künstler Kris Verwimp und wurde am 25. Mai 2009 vorgestellt. Verwimp hat darüber hinaus zu jedem Lied Illustrationen angefertigt, die im CD-Booklet verwendet werden.
Am 3. September wurde ein Trailer zu Goi, Rode, Goi! veröffentlicht, in dem während der Laufzeit von etwa acht Minuten 12 Lieder des Albums vorgestellt werden.
Im Trailer ist außerdem ein Teil des oben erwähnten Artworks zu sehen. Einen Monat später wurde schließlich das Musikvideo zum Titelstück Goi, Rode, Goi! vorgestellt.
Die Veröffentlichung des Albums folgte am 28. Oktober in Finnland und Spanien, am 30. Oktober in Deutschland, Österreich, der Schweiz, den Benelux-Ländern, Frankreich, Italien und Schweden, am 2. November im restlichen Europa und am 3. November in den USA und Kanada.
Am 17. März 2010 wurde das zweite Video zum Album vorgestellt. Das Video zum Stück Liki Bessmertnykh Bogov ist das erste Musikvideo der Band, welches in HD-Qualität (720p) veröffentlicht wurde. Ein weiteres Video zu Yarilo folgte am 10. November 2010. Es besteht hauptsächlich aus Live-Aufnahmen, die während der Paganfest-Tour 2010 entstanden sind.

## Erfolge
Das Album wurde in der Szene fast ausnahmslos positiv aufgenommen und in vielen Reviews deutlich gelobt. So hebt etwa Andreas Stappert im Rock Hard besonders den abwechslungsreichen Gesang von Mascha ‚Scream‘ hervor und spricht von einem „originellen und immens eingängigen Album“. Im Metal Hammer vergibt Sebastian Kessler 5 von 7 Punkten.
Im Webzine The-Pit.de erhält das Album 9,5 von 10 möglichen Punkten; Rezensentin Nicola Holm lobt neben dem Gesang vor allem die Atmosphäre und Vielfalt auf dem Album. Sie beschreibt Goi, Rode, Goi! als

„[…] ein sehr vielschichtiges Pagan-Folk-Metal Album, das an Abwechslungsreichtum und Stimmung kaum überboten werden wird. […] Ganz besonders reizvoll an dem Album Goi, Rode, Goi! ist die Verschmelzung von Streichern mit E-Gitarren […] oder [deren] Kombination mit Blastbeats […]
Ein aufrüttelnd exotisch klingendes und zum Glück nicht enden wollendes Album, das gerade durch seine Vielschichtigkeit an Größe gewinnt – ein echtes Kunstwerk.“

Lediglich an einigen Stellen bemängelt sie, „dass Arkona sich etwas zu sehr im Folk verlieren, dass man den Anteil an Heavy-Metal zu vermissen beginnt“ und nennt als Beispiel das Stück Yarilo.
Auch beim österreichischen Webzine Stormbringer wird dieser Aspekt eher negativ aufgefasst; das Album erhält hier 3 von 5 Punkten:

„Arkona klingen auf ihrem inzwischen fünften Studio-Album Goi, Rode, Goi etwas glattgebügelter und vorhersehbarer. […] Die brachialen Abschnitte wurden insgesamt zurückgeschraubt. Folk-Anteile und epische Phasen rücken zusehends in den Vordergrund.“

Dagegen schreibt Mathias Klammer bei metal.de: „Die gesamte Ausrichtung der Band hat sich auf dem neuen Silberling aber konstant in Richtung zunehmende Härte entwickelt.“ Er gibt dem Album 8 von 10 Punkten und lobt auch die konsequente Weiterentwicklung der Band: „Mit Goi, Rode, Goi! setzen die Jungs und Mädels ihren erfolgreichen Kurs fort […]“.
Bei powermetal.de traf Goi, Rode, Goi! ebenfalls auf positive Resonanz. Julian Rohrer vergibt 9,5 von 10 Punkten und ist von dem Album begeistert:

„[…] was Arkona mit Goi, Rode, Goi! abliefern, ist für mich nicht nur ein Anwärter für das Pagan-Album des Jahres, sondern gleich für die Spitze der Veröffentlichungen der letzten Jahre insgesamt in dieser Sparte des Heidenmetalls. […] Nah am Grade der Perfektion verbinden Arkona eingängige Melodien, epische Passagen und böse Wutausbrüche […] Selbst nach wiederholtem Hören findet sich auf dem Album immer wieder etwas Neues, was einen begeistert oder überrascht.“

In ihrem Review auf Musikreviews.de betont Sabine Langner, dass sich Arkona mit diesem Album deutlich von der Vielzahl anderer Bands im Bereich des Pagan Metals abheben: „Goi, Rode, Goi! beweist einmal mehr, dass Folk-Metal nicht gleich Folk-Metal sein muss.“ Stefan Frühauf bezeichnete Goi, Rode, Goi! in seiner Rezension auf dark-festivals.de als „uneingeschränkt empfehlenswert.“
In vielen Reviews wird besonders das Stück Na Moey Zemle (deutsch „In meinem Land“), bei dem eine Vielzahl von Musikern anderer Pagan-Metal-Bands mitgewirkt haben, wegen seiner durchdachten und abwechslungsreichen Komposition hervorgehoben. Während der Laufzeit von etwa 15 Minuten wird die Geschichte eines Kriegers erzählt, der hinauszieht, um Glück und Freude zu finden. So reist er in verschiedene Gebiete Europas und trifft dort auf Menschen anderer Volksstämme. Die entsprechenden Passagen im Lied werden von den Bands Heidevolk (Niederlande), Månegarm (Schweden), Menhir (Deutschland), Obtest (Litauen) und Skyforger (Lettland) in ihrer jeweiligen Landessprache vorgetragen. Am Ende kehrt der Krieger zu seinem Volk zurück und erkennt nun, dass Glück und Freude schon immer dort zu finden waren. Dieses Stück wurde unter anderem als „Vorreiter des Albums“, „kompositorische[n] Meisterleistung“, „absolut gelungene Großtat“ und „genialste[s] Folk/Pagan-Stück der letzten Jahre“ bezeichnet.

## Titelliste
| #  | Titel                        | russ. Originaltitel       | deutsche Transkription             | Länge | Bemerkung     |
| -- | ---------------------------- | ------------------------- | ---------------------------------- | ----- | ------------- |
| 1  | Goi, Rode, Goi!              | Гой, Роде, Гой!           | Goi, Rode, Goi!                    | 6:13  | 1. Musikvideo |
| 2  | Tropoiu Nevedannoi           | Тропою неведанной         | Tropoju newedannoi                 | 6:24  |               |
| 3  | Nevidal                      | Невидаль                  | Newidal                            | 4:34  |               |
| 4  | Na Moey Zemle                | На моей земле             | Na mojei semle                     | 15:10 |               |
| 5  | Pritcha                      | Притча                    | Pritscha                           | 0:54  |               |
| 6  | V Tsepiakh Drevney Tainy     | В цепях древней Тайны     | W zepjach drewnei Tainy            | 6:26  |               |
| 7  | Yarilo                       | Ярило                     | Jarilo                             | 2:31  | 3. Musikvideo |
| 8  | Liki Bessmertnykh Bogov      | Лики бессмертных Богов    | Liki bessmertnych Bogow            | 5:19  | 2. Musikvideo |
| 9  | Kolo Navi                    | Коло Нави                 | Kolo Nawi                          | 4:18  |               |
| 10 | Korochun                     | Корочун                   | Korotschun                         | 2:11  |               |
| 11 | Pamiat                       | Память                    | Pamjat                             | 5:46  |               |
| 12 | Kupalets                     | Купалец                   | Kupalez                            | 2:49  |               |
| 13 | Arkona                       | Аркона                    | Arkona                             | 6:36  |               |
| 14 | Nebo Hmuroe, Tuchi Mrachniye | Небо Хмурое, Тучи Мрачные | Nebo Chmuroje, Tutschi Mratschnyje | 10:28 |               |

### Inhalte der Lieder
Das Titelstück Goi, Rode, Goi! handelt von slawischen Kriegern, die während der Rückkehr von einer Seereise Schiffbruch erleiden. Als sie erkennen, dass sie keine Überlebenschancen haben, beten sie zum Gott Stribog, dass er die Nachricht von ihrem Tod ihren Familien überbringen möge.
Im Stück Tropoiu Nevedannoi (deutsch „Auf unbekannten Pfaden“) wird ein Mann beschrieben, der die Verehrung seiner Ahnen als dunklen, bösen Kult vollzieht und diesem langsam verfällt.
Nevidal (deutsch „Wunder“) handelt von einer Frau, die in einem Traum den Fall ihres Heimatlandes und den Tod ihres Volkes vorhersieht. Das Stück bringt zum Ausdruck, wie Menschen jede Gefahr von ihnen abwenden können, wenn sie gemeinschaftlich handeln.
Na Moey Zemle wurde bereits oben im Abschnitt Erfolge erwähnt.
Pritcha (deutsch „Parabel“) ist das kürzeste Stück auf dem Album und besteht im Wesentlichen aus einem Gebet an den Gott Rod.
Im Stück V Tsepiakh Drevney Tainy (deutsch „In Reihen uralter Geheimnisse“) steht ein Mann am Grab seiner Ahnen und schwört, sein Heimatland zu beschützen und alte, einheimische Traditionen wiederzubeleben.
Das Stück Yarilo handelt vom slawischen Frühlingsfest, bei dem eine Feier zu Ehren des Frühlingsgottes Jarilo veranstaltet wird.
Liki Bessmertnykh Bogov (deutsch „Die Gesichter der unsterblichen Götter“) handelt von einem Mann, der seinen Lebenswillen verloren hat. Andererseits hat er aber Angst vor dem Tod und versucht daher, der Realität zu entfliehen.
Kolo Navi (deutsch „Kolo des Nav“; Nav ist dabei die immaterielle Welt neben Jav und Prav, den drei Welten die im Buch von Veles beschrieben werden) beschreibt die Reise der Seele eines gefallenen Kriegers in die Unterwelt. Die Seele betet hier, ähnlich wie im ersten Stück des Albums, den Windgott Stribog an, der Familie des Gefallenen die Nachricht von seinem Tod zu überbringen.
Korochun ist ein reines Instrumentalstück und nach der slawischen Wintersonnenwende bezeichnet.
Das Stück Pamiat (deutsch „Die Erinnerung“) ist ein Gebet an die slawischen Götter und ruft diese auf, sich zu erheben und den alten Glauben wiederzuerwecken.
Kupalets beschreibt die Feierlichkeiten zum slawischen Fest der Sommersonnenwende. Das Wort Kupalets bezeichnet dabei das Feuer, welches bei diesem Fest entzündet wird. (Siehe auch: Iwan-Kupala-Tag, Mittsommerfest)
Das Stück Arkona handelt von der letzten slawischen Festung, der Jaromarsburg am Kap Arkona, welche 1168 im Zuge der Christianisierung zerstört wurde. Arkona steht daher symbolisch für die alten Überlieferungen der slawischen Mythologie, die auf ihre Wiederentdeckung warten.
Im letzten Stück, Nebo Hmuroe, Tuchi Mrachniye (deutsch „Düsterer Himmel, grelle Wolken“), erfährt eine junge Frau vom Tod ihres Mannes. Von Einsamkeit und Verzweiflung gequält, ertränkt sie sich selbst in einem Fluss. Dieses Stück besteht aus drei Abschnitten: Nach dem eigentlichen Lied folgt eine Phase, in der ausschließlich Naturklänge wie Vogelgezwitscher zu hören sind. Danach klingt das Album mit einem Flöten-Instrumental aus.

## Gastmusiker
Insgesamt haben über 40 Musiker an dem Album mitgewirkt. Neben den typischen Instrumenten im Metal (E-Gitarre, E-Bass, Schlagzeug) wurden auch viele der traditionellen Instrumente wie Balalaika, Maultrommel, einige Flöten, Trommeln und weitere Perkussion von den Bandmitgliedern selbst gespielt. Der bereits an einigen vorhergehenden Alben beteiligte Wladimir Tscherepowski übernahm auch hier wieder zusammen mit Wladimir ‚Volk‘ viele Blasinstrumente aus der russischen Folklore, wie Flöten, Gaita, Schaleika und Okarina. Als Akkordeonspieler fungierte Alexander ‚Olen‘ von der russischen Folk-Metal-Band Kalevala. Der Chorgesang stammt hauptsächlich von Ilja ‚Wolfenhirt‘ (Svarga) und Alexander Schmel (Kalevala).
Im oben erwähnten Stück Na Moey Zemle treten als Sänger auf: Erik Grawsiö und Jan Liljekvist von Månegarm, Baalberith und Sadlave von Obtest, Peter und Edgar ‚Zirgs‘ von Skyforger, Heiko Gerull von Menhir sowie Joris ‚Boghtdrincker‘ und Mark ‚Splintervuyscht‘ von Heidevolk. Jan Liljekvist spielt in diesem Stück außerdem Violine, Kaspars von Skyforger Dudelsack und Kokle.
Im Titelstück Goi, Rode, Goi! spielt Cosmin ‚Hultanu‘ Duduk das Tulnic, ein Instrument ähnlich dem Alphorn. Im Stück Nebo Hmuroe, Tuchi Mrachniye spielt Dmitri ‚Wetrodar‘ (Tverd) die Mandoline und Wassili Derewjanni (Ashaena) die Domra. Letztere kommt auch im Stück Yarilo vor.
Darüber hinaus war ein russisches Streichquintett unter der Leitung von Alexander Koslowski sowie ein Frauenchor des Gnessin-Instituts Moskau unter der Leitung von Sofia Sultanowa an den Aufnahmen beteiligt.